# 茂木亀六
茂木 亀六（もてぎ かめろく、1837年2月5日（天保8年1月1日） - 1889年（明治22年）6月28日）は、日本の養蚕家。
出羽国雄勝郡稲川町（現在の湯沢市）に関喜内の四男として生まれる。1874年に雄勝製糸所を設立した。1880年に秋田県の県会議員を務めた。1886年には秋田県蚕糸業組合取締所を開設し、頭取を務めた。
息子に「リンゴ栽培の父」と称される藤原利三郎がいる。